# Союз Аполлон (марка сигарет)

Пачка сигарет «Союз Аполлон»

«Союз Аполлон» — марка сигарет, выпущенных в СССР, которые продолжают выпускать в России по сей день, по случаю совместного советско-американского полёта космических кораблей «Союз» и «Аполлон» в 1975 году.

## История
В Советском Союзе в 1975—1976 гг. в честь совместного полёта «Союз» — «Аполлон» были выпущены серия почтовых марок и конвертов со штемпелем первого дня гашения, открытки, фотоальбомы, а также сигареты под названием «Союз Аполлон» со знаменитым вирджинским табаком от американской компании Philip Morris (по словам Алексея Леонова, в смеси с молдавским табачным листом в пропрорции 50 на 50).
Марка сигарет «Союз Аполлон» была разработана компанией Philip Morris вместе с советской табачной промышленностью. Первоначально сигареты выпускались на московской фабрике «Ява».
Сигареты «Союз Аполлон» выпускались 5 лет — до 1980 года, за это время на московской фабрике было выпущено порядка 500 млн сигарет, однако в свободной продаже приобрести их было достаточно трудно. В городе космонавтов Ленинске (ныне Байконур) сигареты «Союз Аполлон» можно было относительно свободно купить по 70 коп. за пачку (по тем временам это считалось довольно дорого). В других же городах СССР сигареты мгновенно раскупались и перепродавались спекулянтами.
Производство сигарет было прекращено по истечении срока лицензионного соглашения между Philip Morris и Главтабаком.

### Дизайн этикетки
Дизайн этикетки для сигарет «Союз Аполлон» разработал участник экспедиции «Союз» — «Аполлон», летчик-космонавт Алексей Архипович Леонов.

### Возобновление производства
Производство сигарет возобновилось в 1995 году, на Краснодарской табачной фабрике, принадлежащей Philip Morris. В 1996 году на фабрике был налажен полный технологический цикл производства, и с тех пор сигареты «Союз Аполлон» производятся только там.
17 июля 1998 года запустили производство новых сигарет «Союз Аполлон Особые», которые были дороже оригинальных. С 1 апреля 2000 года началось производство сигарет «Союз Аполлон Особые Лайтс» (розничная цена за пачку 9—10 рублей), которые были заявлены как отличающиеся пониженным содержанием смол (8 мг на сигарету) и никотина (0,6 мг на сигарету).